# The Beavis and Butt-head Experience
The Beavis and Butt-head Experience — сборник, выпущенный в 1993 году компанией Geffen Records. Название является отсылкой на название группы Джими Хендрикса — The Jimi Hendrix Experience.

## Об альбоме
В альбом вошли произведения различных музыкальных жанров, но в основном это музыка хард-рок и хеви-метал групп. Многие песни перемежаются комментариями Бивиса и Баттхеда, как например в песне Cher «I Got You Babe». Бивис и Баттхед также исполнили балладу «Come to Butt-head».
В альбоме есть скрытый трек. После композиции «I Got You Babe» и комментариев Бивиса если подождать какое-то время начнётся другая версия трека «Come to Butt-head», где к Бивису и Баттхеду присоединяется рэпер Positive K.
Альбом содержит буклет.

## Список композиций
1. Beavis and Butt-head: «Ladies & Gentlemen» (1:08)
2. Nirvana — «I Hate Myself and Want to Die» (2:42)
3. Beavis and Butt-head: «That Kicked Ass!» (0:12)
4. Beavis and Butt-head: «Photo Album of Naked Chicks» (4:08)
5. Anthrax — «Looking Down the Barrel of a Gun» (Beastie Boys cover) (3:06)
6. Beavis and Butt-head: «That Song Makes Me Want to Knock Something over» (0:29)
7. Beavis and Butt-head (Mike Judge): «Come to Butt-head» (3:51)
8. Megadeth — «99 Ways to Die» (3:56)
9. Beavis and Butt-head: «Yes! That was Cool!» (0:14)
10. Beavis and Butt-head: «We’re from Hollis» (2:50)
11. Run-D.M.C. — «Bounce» (3:50)
12. Aerosmith — «Deuces Are Wild» (3:37)
13. Beavis and Butt-head: «Those Guys Are The Kings of Rock!» (0:13)
14. White Zombie — «I Am Hell» (3:40)
15. Beavis and Butt-head: «Some Stuff Sucks then Gets Pretty Cool?» (1:20)
16. Primus — «Poetry and Prose» (3:48)
17. Beavis and Butt-head: «It’s a Monster!» (0:12)
18. Sir Mix-a-Lot — «Monsta Mack» (4:10)
19. Red Hot Chili Peppers — «Search and Destroy» (The Stooges cover) (3:41)
20. Beavis and Butt-head: «Searching Sucks!» (0:21)
21. Jackyl — «Mental Masturbation» (2:12)
22. Beavis and Butt-head: «I’m Thinking about It» (0:26)
23. Beavis and Butt-head: «We Need a Chick» (0:38)
24. Cher with Beavis and Butt-head — «I Got You Babe» (3:42)
25. Beavis and Butt-head: «Butt-head is in the Toilet» (0:33)
26. Beavis and Butt-head (featuring Positive K) — «Come to Butt-head (Reprise)» (скрытый трек) (3:56)